# Bolbelasmus nativus ishigakiensis
Bolbelasmus nativus ishigakiensis es una subespecie de coleóptero de la familia Geotrupidae.

## Distribución geográfica
Habita en las Islas Ryūkyū (Japón).